# Joyavend
Joyavend (en azerí: Xocavənd) o Martuni (en armenio: Մարտունի, romanizado: Martuni), es una ciudad ubicada en la región histórica del Alto Karabaj, y capital del raión de Joyavend en Azerbaiyán. La ciudad tenía una población de mayoría armenia étnica antes de la guerra del Alto Karabaj de 2020.

## Toponimia
Joyavend fue fundado por los armenios locales como un pueblo llamado Jonashen (en armenio: Խոնաշեն); donde shen significa pueblo y jona, dependiendo de la fuente, significa depósito, pozo, manantial. En 1925, el asentamiento se transformó en ciudad y pasó a llamarse Martuni.
El nombre Martuni se origina en el nom de guerre del revolucionario y oficial bolchevique armenio Alexander Miasnikian. El nombre Joyavend es de origen persa.

## Geografía
Se encuentra a una altitud de 390 m sobre el nivel del mar y está a aproximadamente 41 km al este de Stepanakert.

### Clima
| Parámetros climáticos promedio de Martuni (Joyavend) | Parámetros climáticos promedio de Martuni (Joyavend) | Parámetros climáticos promedio de Martuni (Joyavend) | Parámetros climáticos promedio de Martuni (Joyavend) | Parámetros climáticos promedio de Martuni (Joyavend) | Parámetros climáticos promedio de Martuni (Joyavend) | Parámetros climáticos promedio de Martuni (Joyavend) | Parámetros climáticos promedio de Martuni (Joyavend) | Parámetros climáticos promedio de Martuni (Joyavend) | Parámetros climáticos promedio de Martuni (Joyavend) | Parámetros climáticos promedio de Martuni (Joyavend) | Parámetros climáticos promedio de Martuni (Joyavend) | Parámetros climáticos promedio de Martuni (Joyavend) | Parámetros climáticos promedio de Martuni (Joyavend) |
| Mes                                                  | Ene.                                                 | Feb.                                                 | Mar.                                                 | Abr.                                                 | May.                                                 | Jun.                                                 | Jul.                                                 | Ago.                                                 | Sep.                                                 | Oct.                                                 | Nov.                                                 | Dic.                                                 | Anual                                                |
| ---------------------------------------------------- | ---------------------------------------------------- | ---------------------------------------------------- | ---------------------------------------------------- | ---------------------------------------------------- | ---------------------------------------------------- | ---------------------------------------------------- | ---------------------------------------------------- | ---------------------------------------------------- | ---------------------------------------------------- | ---------------------------------------------------- | ---------------------------------------------------- | ---------------------------------------------------- | ---------------------------------------------------- |
| Temp. máx. media (°C)                                | 5.5                                                  | 6.4                                                  | 10.1                                                 | 17.5                                                 | 21.7                                                 | 26.6                                                 | 29.8                                                 | 29.7                                                 | 24.8                                                 | 19.1                                                 | 12.6                                                 | 8.0                                                  | 17.7                                                 |
| Temp. mín. media (°C)                                | -1.7                                                 | -1.0                                                 | 1.8                                                  | 7.6                                                  | 12.1                                                 | 16.4                                                 | 19.5                                                 | 18.4                                                 | 15.2                                                 | 10.2                                                 | 4.9                                                  | 0.6                                                  | 8.7                                                  |
| Precipitación total (mm)                             | 20                                                   | 26                                                   | 36                                                   | 49                                                   | 68                                                   | 55                                                   | 23                                                   | 23                                                   | 28                                                   | 44                                                   | 31                                                   | 25                                                   | 428                                                  |
| Fuente: http://en.climate-data.org/location/21894/   |                                                      |                                                      |                                                      |                                                      |                                                      |                                                      |                                                      |                                                      |                                                      |                                                      |                                                      |                                                      |                                                      |

## Historia

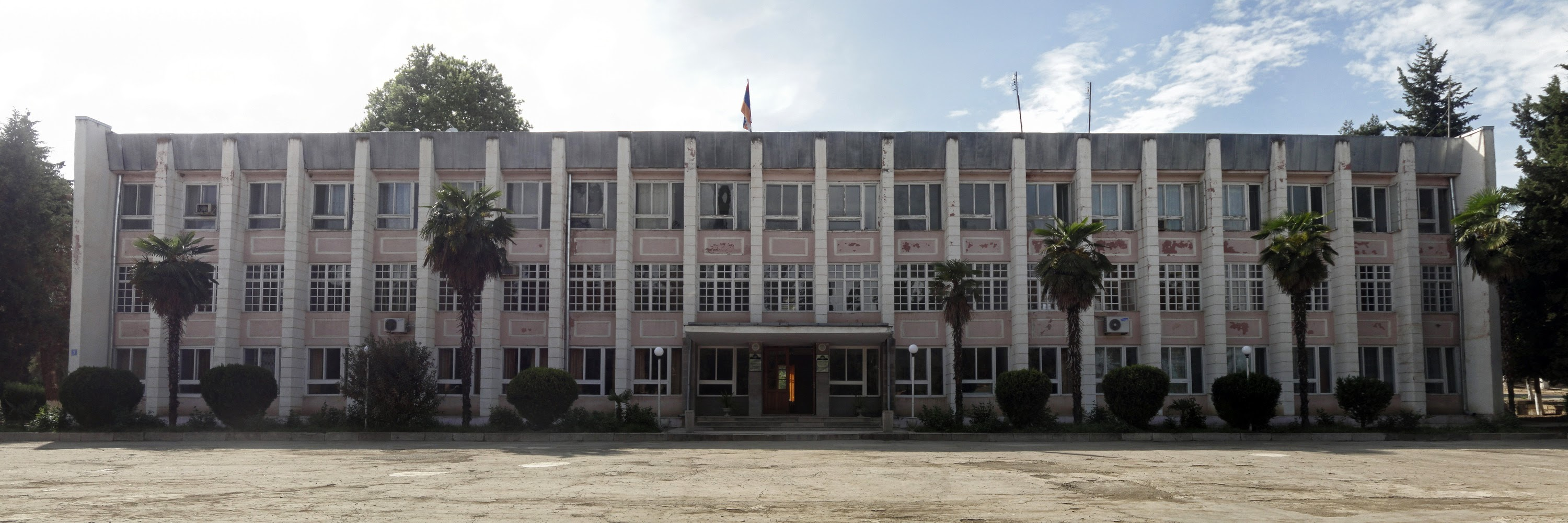
Edificio municipal de Joyavend

Las excavaciones en el asentamiento han descubierto una serie de tumbas que datan del Neolítico y la Edad del Bronce. Joyavend también alberga varias iglesias medievales en ruinas y restos de asentamientos, y también se han conservado jachkares.
Durante el período soviético, Joyavend fue la capital del distrito de Martuni en el óblast autónomo del Alto Karabaj. La población del pueblo, agrupada en koljoses, se ocupaba en gran medida de la cría de ganado, la viticultura, el cultivo del trigo y la jardinería.
Joyavend, y el propio distrito, se convirtieron en una ciudad de primera línea durante las últimas etapas de la primera guerra del Alto Karabaj. A principios de febrero de 1992, Vazgen Sargsián, entonces ministro de defensa de Armenia, nombró a Monte Melkonian como jefe del cuartel general y lo asignó para dirigir la defensa de Joyavend y las regiones circundantes. El 2 de octubre de 1992, las fuerzas armadas armenias capturaron la región alrededor de Joyavend. Según una fuente azerbaiyana, durante la guerra se produjeron daños considerables en la infraestructura de 10 aldeas asentadas por azerbaiyanos en la región. Melkonian permaneció como comandante regional hasta que murió en combate en junio de 1993. Según algunos informes, los habitantes de Joyavend expresaron su opinión sobre el cambio de nombre del centro regional a Monteaberd (en armenio: Մոնթէաբերդ), en honor a Monte Melkonyan.
Desde los primeros días de la segunda guerra del Alto Karabaj, Joyavend fue objeto de bombardeos de artillería por parte de las fuerzas armadas de Azerbaiyán, lo que provocó la desconexión de la ciudad del suministro de electricidad y gas. Los destacamentos armenios lograron mantener sus posiciones en Joyavend hasta que se estableció el alto el fuego.
El puesto de observación n.º 13 del contingente de mantenimiento de la paz de las fuerzas armadas de la Federación Rusa se encuentra en la ciudad.
Durante los ataques al Alto Karabaj de septiembre de 2023, el alcalde de Joyavend, Aznavur Saghyan, murió a causa de las salvas de artillería realizadas por las fuerzas de Azerbaiyán.

## Demografía
Según el censo de la República de Artsaj en 2011 contaba con 5800 habitantes. 
|              | 1939      | 1939       | 1979      | 1979       | 2005      | 2005       |
| Grupo étnico | Población | Porcentaje | Población | Porcentaje | Población | Porcentaje |
| ------------ | --------- | ---------- | --------- | ---------- | --------- | ---------- |
| Armenios     | 1701      | 89,2%      | 3588      | 65,3%      | 4863      | 99,6%      |
| Azeríes      | 52        | 2,7%       | 1862      | 33,9%      | -         | -          |
| Rusos        | 136       | 7,1%       | 41        | 0,7%       | 8         | 0,2%       |
| Ucranianos   | 7         | 0,4%       | 1         | 0,1%       | 1         | 0,1%       |
| Otros        | -         | -          | -         | -          | 6         | 0,1%       |
| Total        | 1906      | 100%       | 5497      | 100%       | 4878      | 100%       |

## Economía

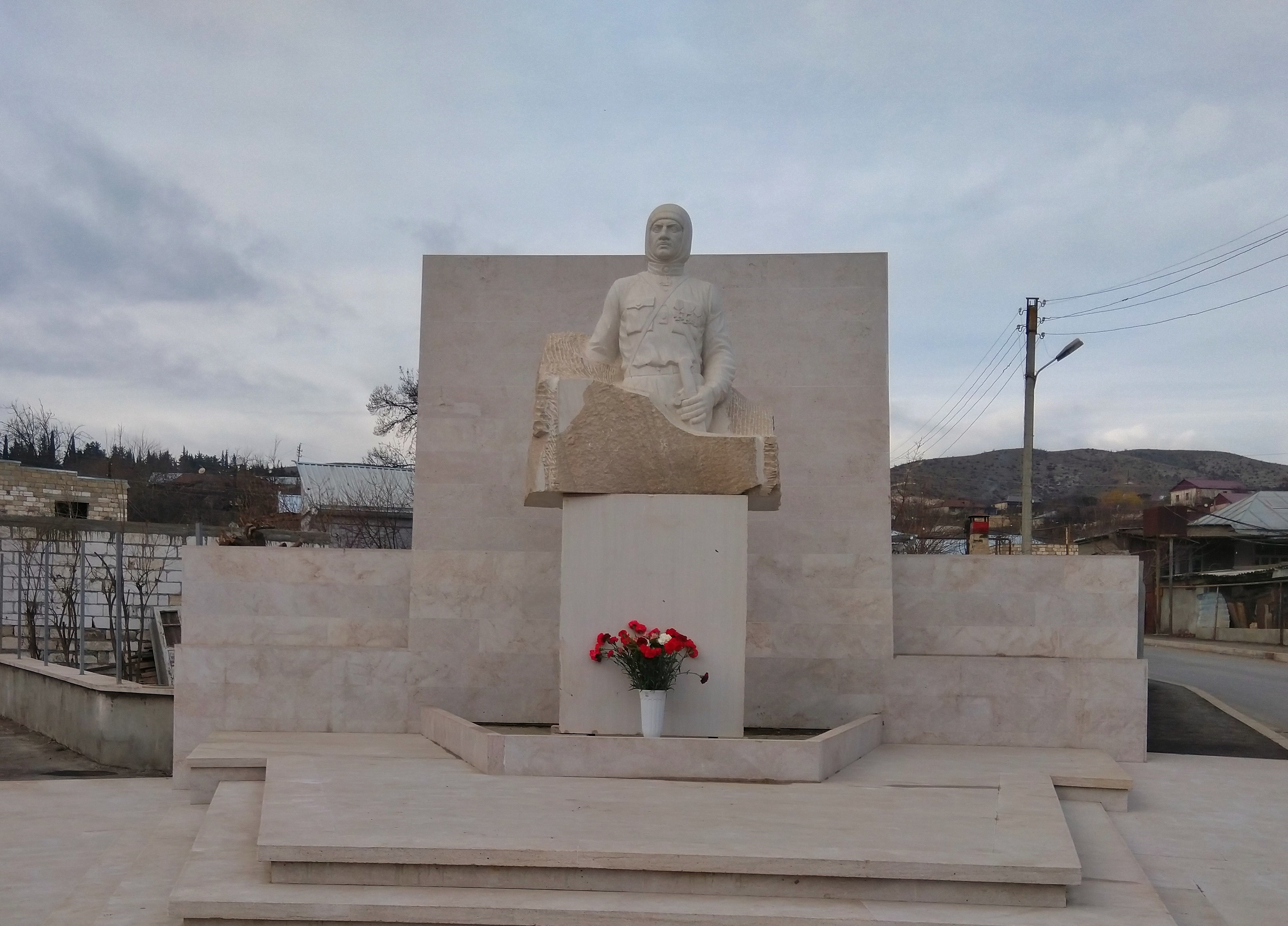
Estatua de Garegin Nzhdeh en Martuni

La población trabaja principalmente en diferentes instituciones estatales, así como en la agricultura y la ganadería. A 2015, Joyavend contaba con un edificio municipal, una casa de la cultura, dos escuelas, una escuela de música, dos jardines de infancia, un centro juvenil, 36 empresas comerciales, dos fábricas y un hospital regional. La ciudad de Joyavend incluye los pueblos de Kajavan y Kakavadzor.

## Infraestructura

### Arquitectura y monumentos
La ciudad tiene una casa de cultura que se le apoda como "La ópera", y la iglesia de San Nerses el Grande, inaugurada en 2004. La iglesia rusa Gevorgavan, construida en el siglo XIX, se encuentra cerca de Joyavend.

## Galería

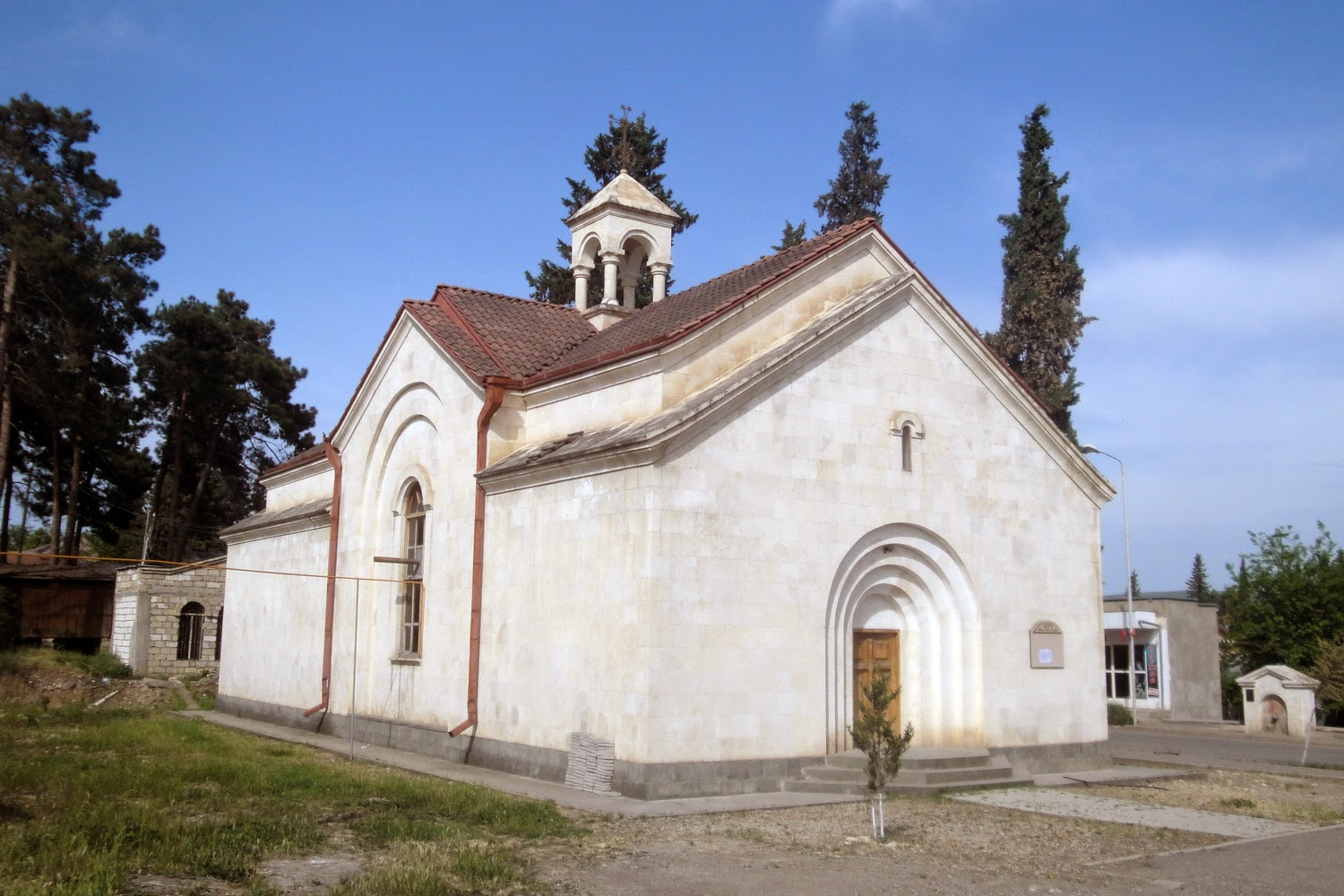
Iglesia de San Nerses el Grande en Joyavend, abierta en 2004
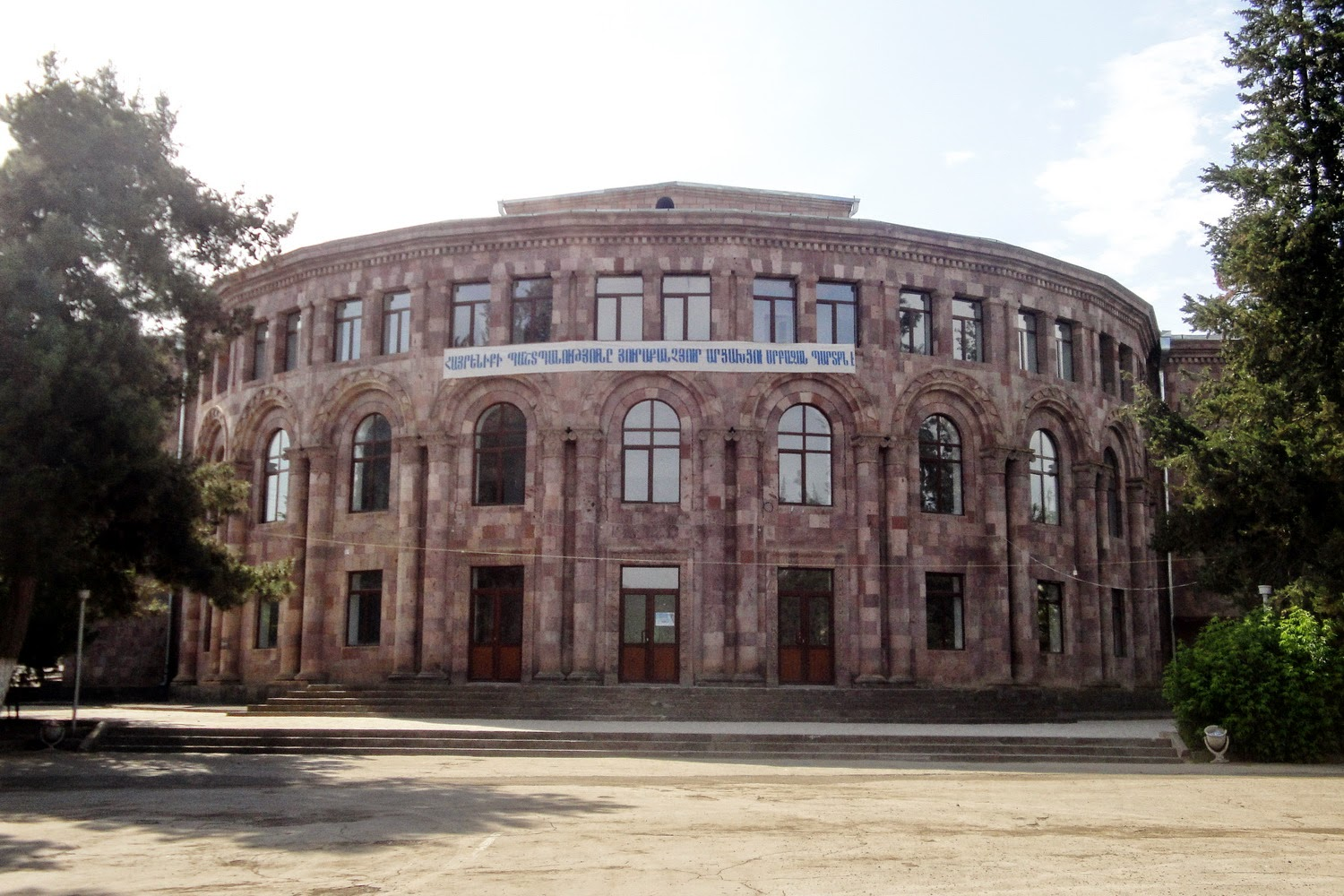
Casa de la Cultura de Joyavend("La ópera")
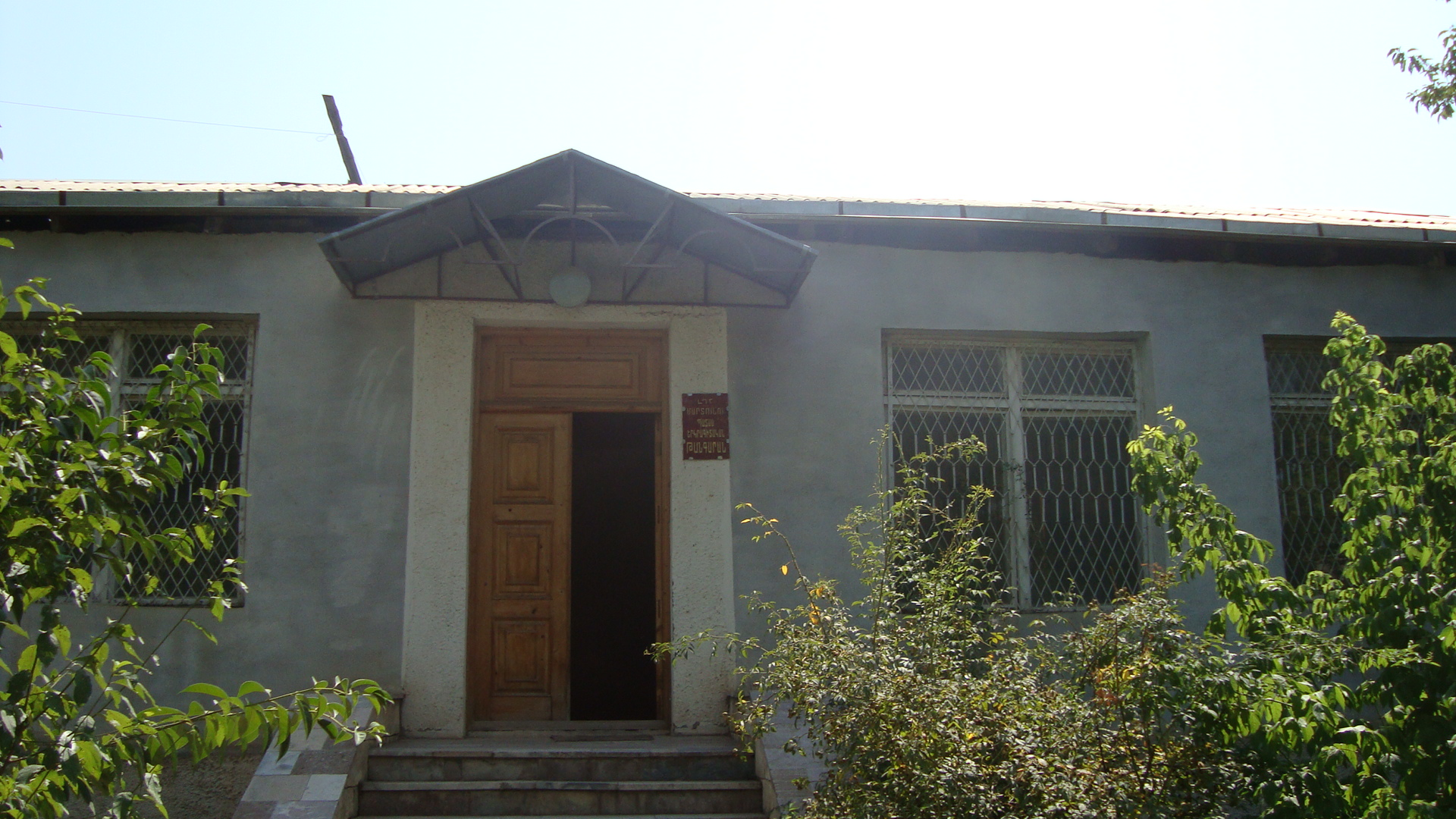
Museo de Joyavend
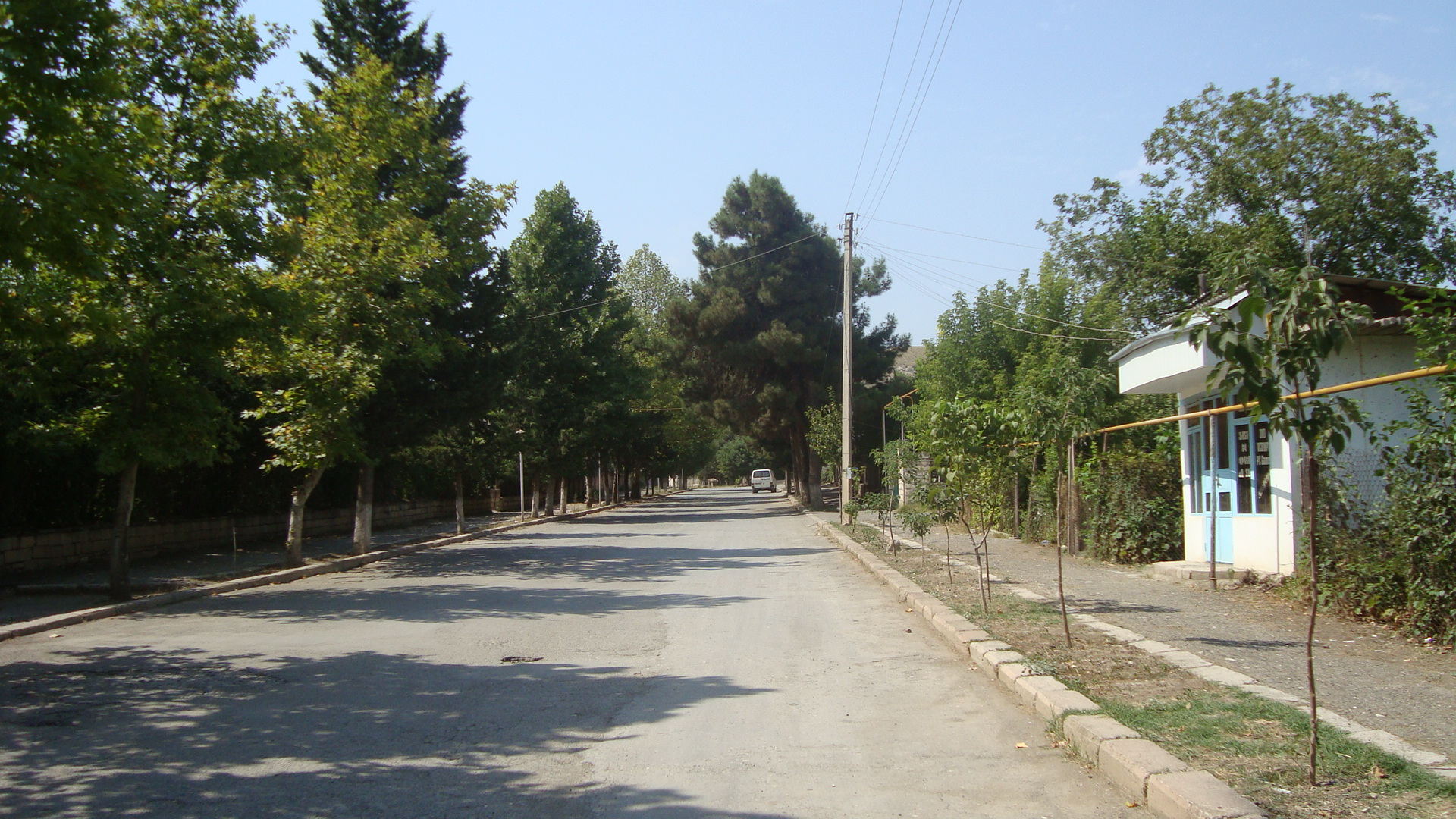
Calle en Joyavend